# Culture Bahia
La culture Bahía (500 av. J.-C. – 500 apr. J.-C.) était une culture précolombienne en Équateur.
La culture bahia est née dans ce qui est maintenant la province de Manabí sur la côte pacifique, et s'est étendue à Bahía de Caráquez jusqu'aux contreforts andins. Leur tradition céramique est l'une des premières découvertes au nord des Andes.

Le port maritime Chirije est un site archéologique majeur de Bahía découvert par Emilio Estrada dans les années 1950. Les marchands y font le commerce de produit finis et de Spondylus princeps ou de coquilles d'huîtres épineuses rouges depuis le sud du Chili jusqu'au nord du Mexique en échange de matières précieuses telles que le cuivre et l'or.

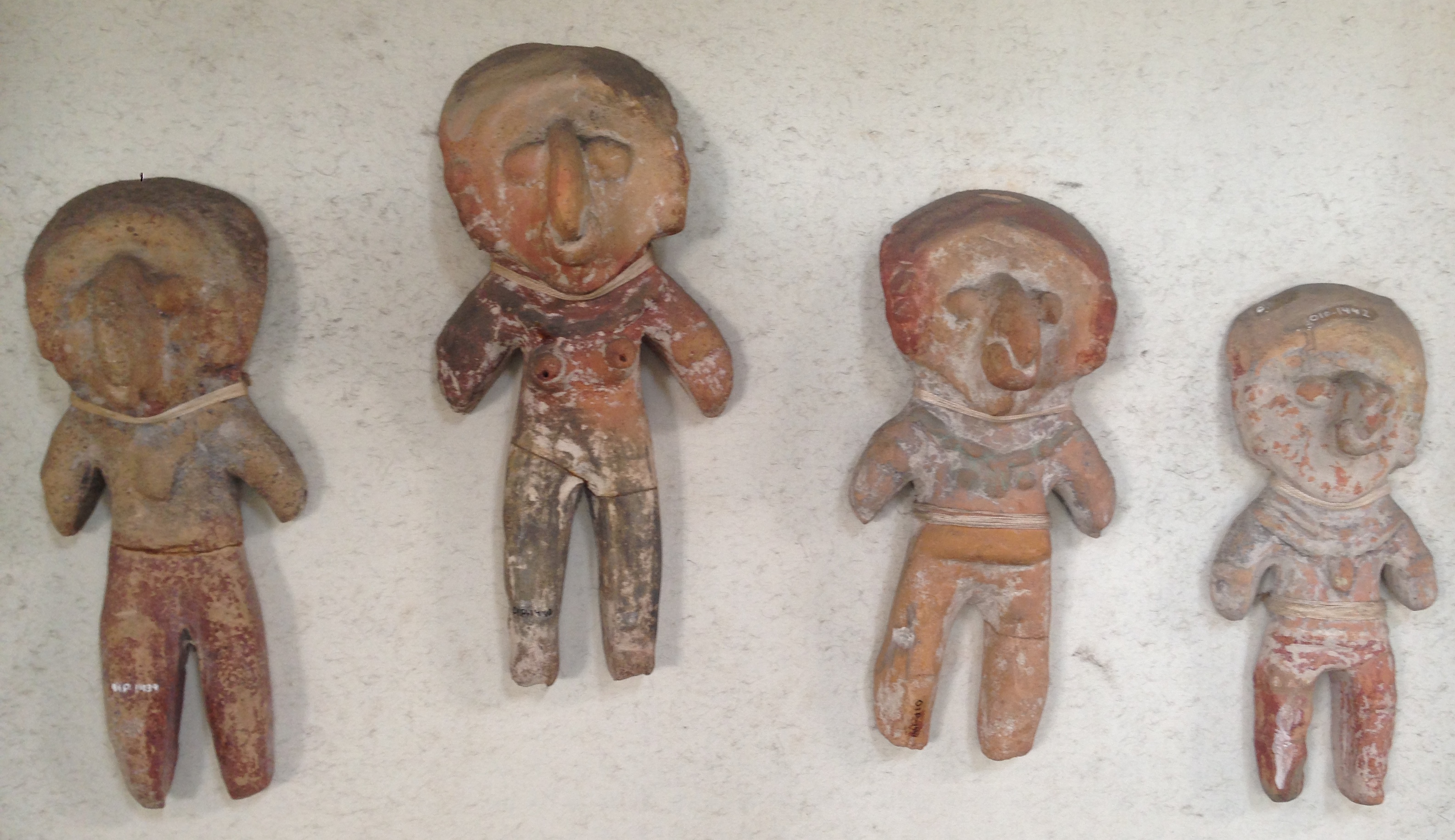
Figurines à gros nez
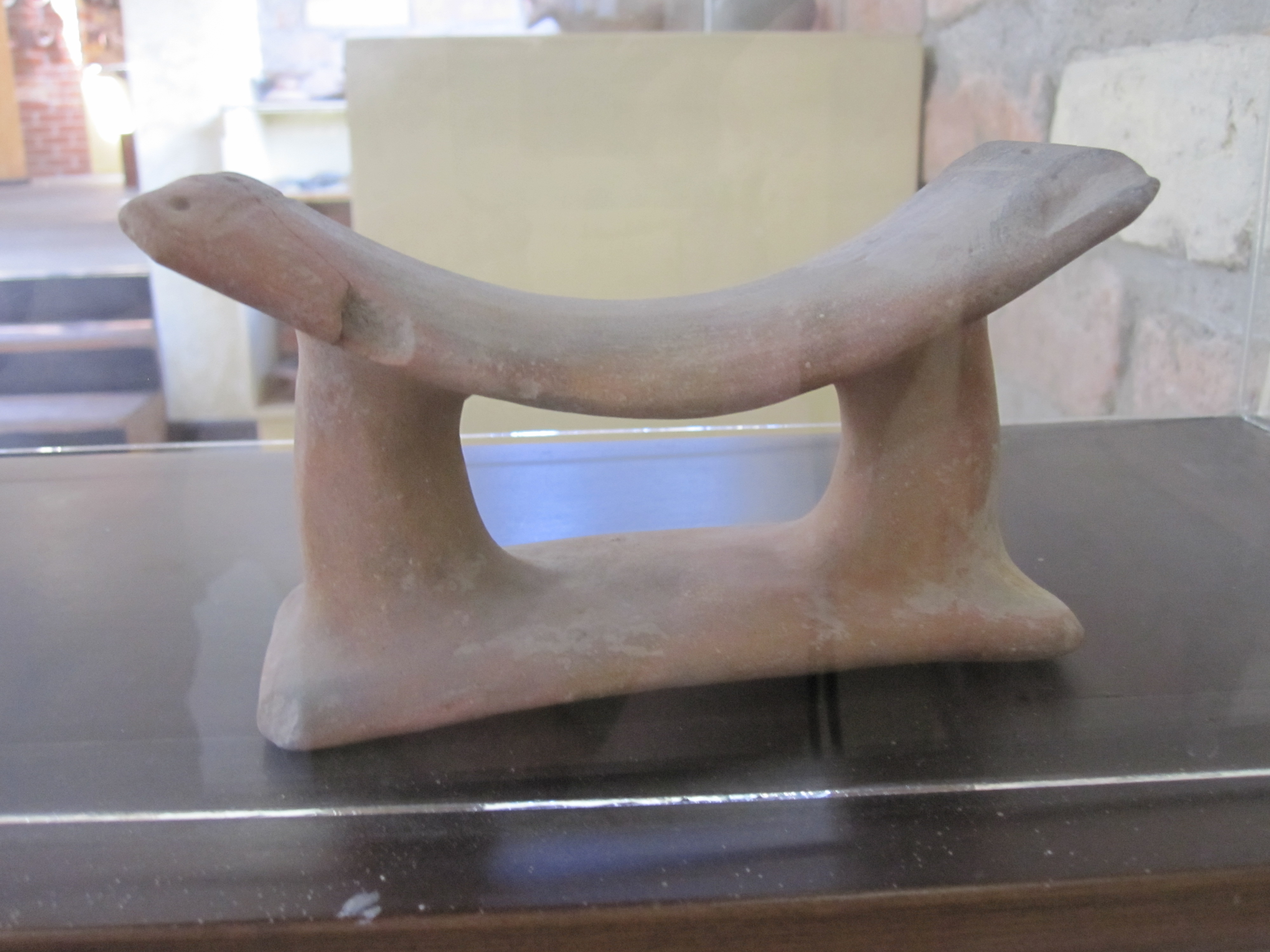
Repose-nuque
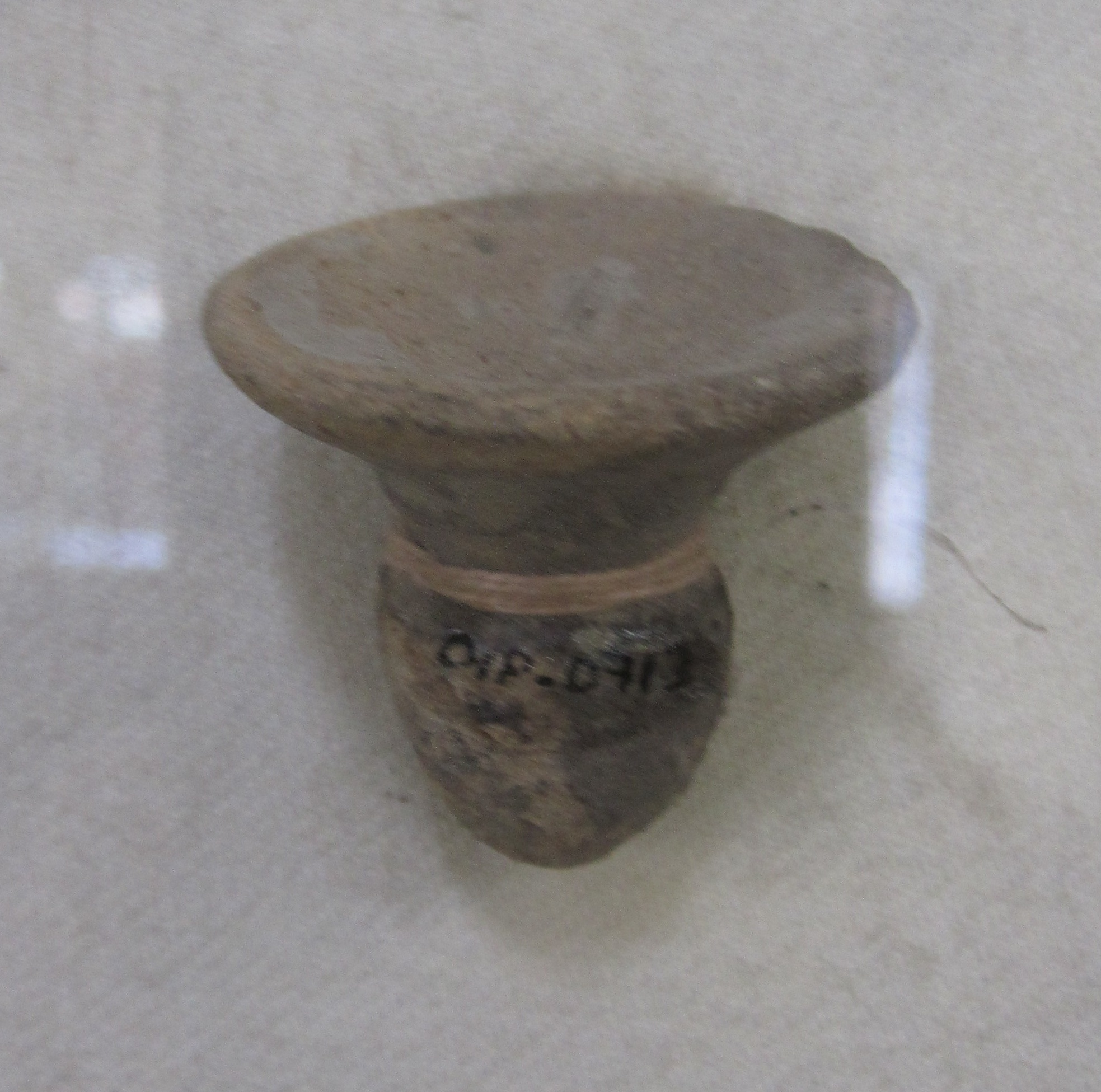
Bouchon d'oreille
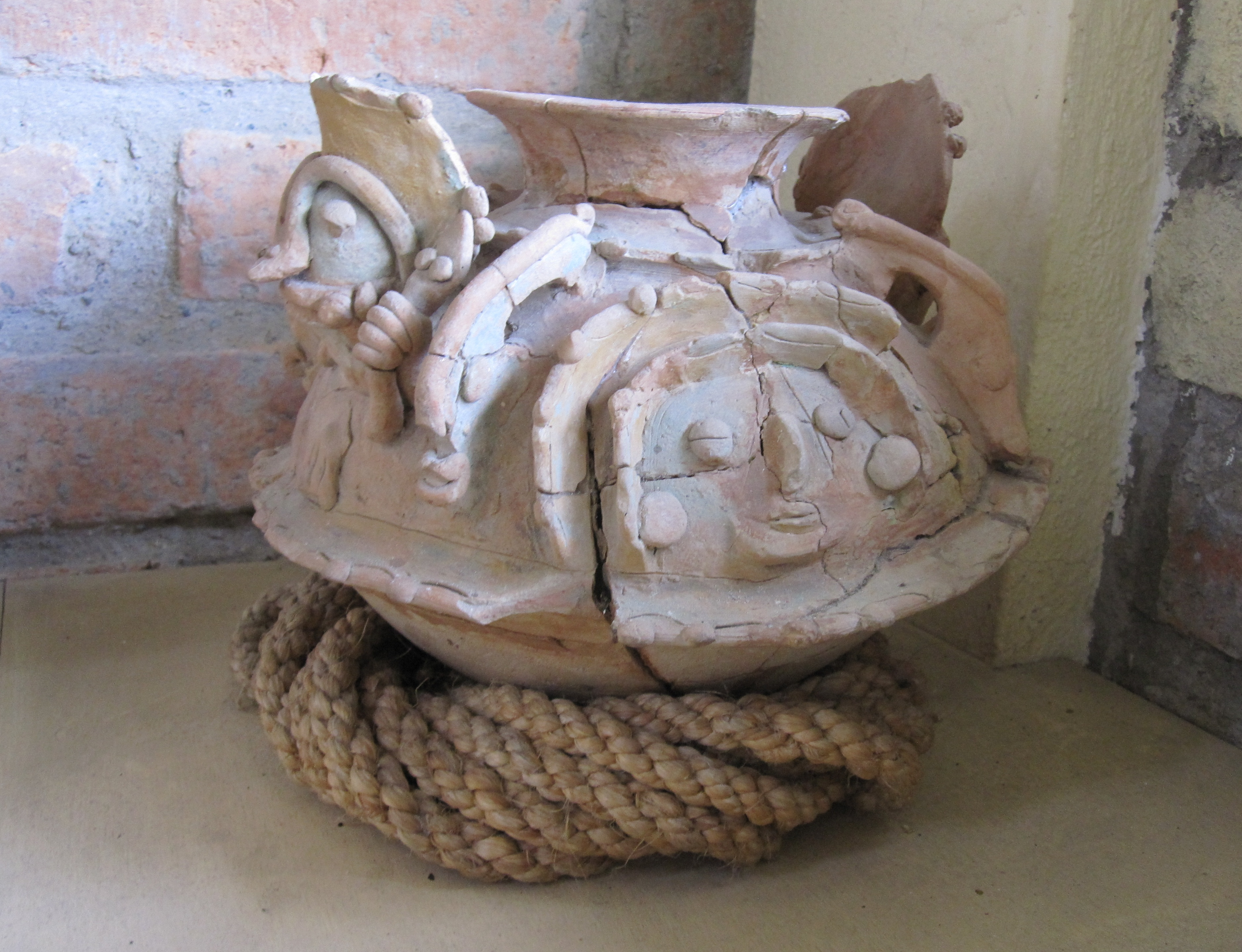
Chaudron de sorcier
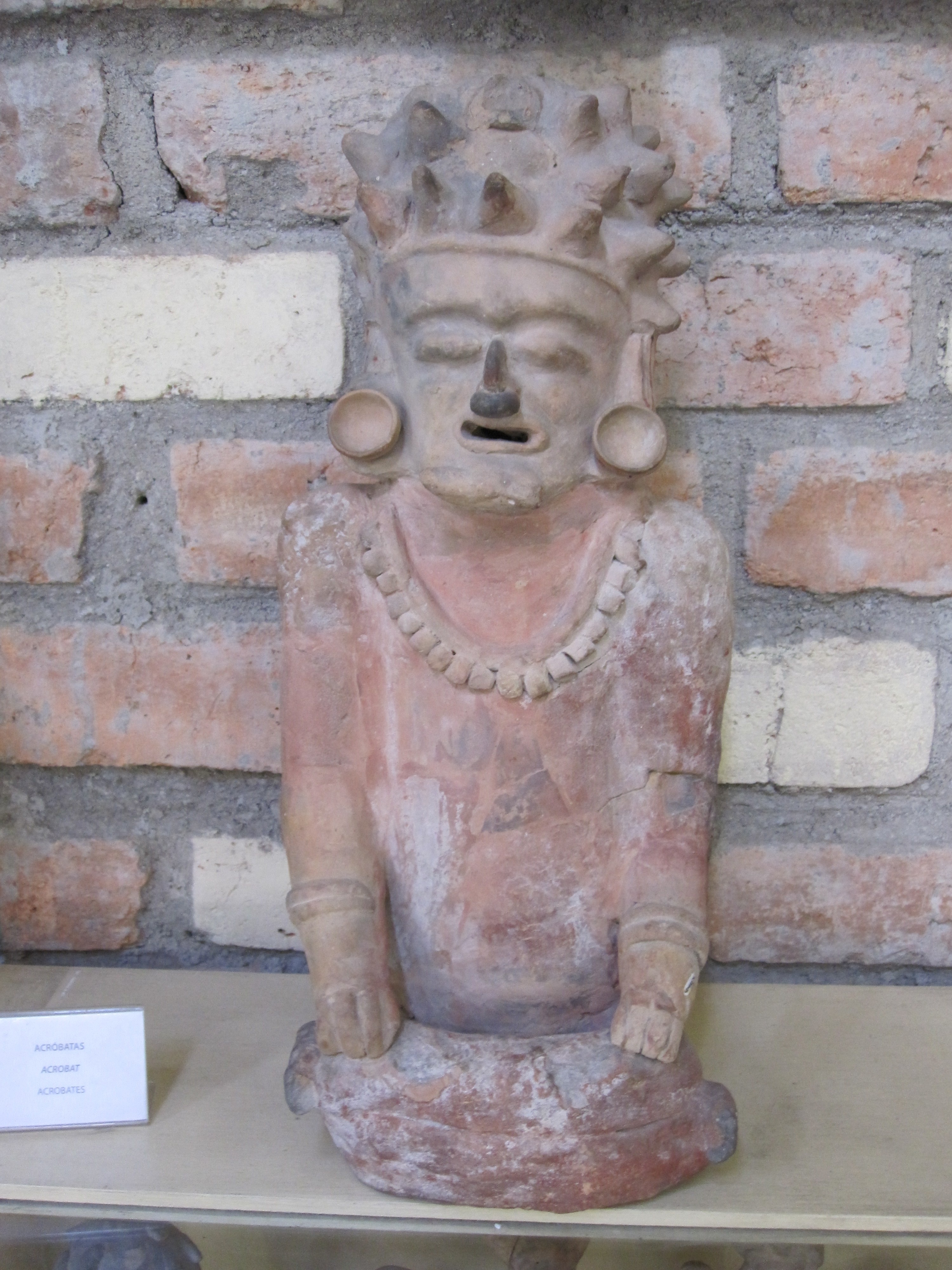
Sculpture de sorcière ou de chaman

## Voir également
- Équateur précolombien